# Сент-Джон-Баптист (парафія)
Шаблон:StateAbbr_ 30°07′ пн. ш. 90°30′ зх. д. / 30.12° пн. ш. 90.5° зх. д.
Округ  Сент-Джон-Баптист (англ. St. John the Baptist Parish) — округ (парафія) у штаті  Луїзіана, США. Ідентифікатор округу 22095.

## Демографія
За даними перепису 
2000 року 
загальне населення округу становило 43044 осіб, зокрема міського населення було 36693, а сільського — 6351.
Серед мешканців округу чоловіків було 20893, а жінок — 22151. В окрузі було 14283 домогосподарства, 11314 родин, які мешкали в 15532 будинках.
Середній розмір родини становив 3,38.
Віковий розподіл населення поданий у таблиці:
| Стать    | До 15 років | 15-21 | 22-29 | 30-39 | 40-49 | 50-65 | 65-85 | Понад 85 |
| -------- | ----------- | ----- | ----- | ----- | ----- | ----- | ----- | -------- |
| Чоловіки | 5646        | 2508  | 2013  | 3154  | 3345  | 2854  | 1266  | 107      |
| Жінки    | 5383        | 2497  | 2239  | 3576  | 3483  | 2990  | 1744  | 239      |

## Суміжні округи
- Танґіпаоа — північ
- Сент-Чарлз — південний схід
- Лафурш — південь
- Сент-Джеймс — захід
- Ассансьйон — північний захід
- Лівінґстон — північний захід

## Виноски
1. ↑  U.S. Decennial Census. United States Census Bureau. Процитовано 1 вересня 2014.
2. ↑  Historical Census Browser. University of Virginia Library. Архів оригіналу за 11 серпня 2012. Процитовано 1 вересня 2014.
3. ↑  Population of Counties by Decennial Census: 1900 to 1990. United States Census Bureau. Процитовано 1 вересня 2014.
4. ↑  Census 2000 PHC-T-4. Ranking Tables for Counties: 1990 and 2000 (PDF). United States Census Bureau. Процитовано 1 вересня 2014.
5. ↑  State & County QuickFacts. United States Census Bureau. Архів оригіналу за 20 серпня 2011. Процитовано 18 серпня 2013. [Архівовано 2011-08-20 у Wayback Machine.](англ.) Наведено за англійською вікіпедією.
6. ↑  American FactFinder. Бюро перепису населення США. Архів оригіналу за 26 лютого 2012. Процитовано 31 січня 2008. [Архівовано 2008-05-21 у Wayback Machine.]

| США | Це незавершена стаття з географії США. Ви можете допомогти проєкту, виправивши або дописавши її. |